# 連恩街
連恩街（英語：Laing Street）是加拿大安大略省多倫多的一條住宅單行道，毗鄰里斯利威老（Leslieville）社區，長0.2（0.12英里）。

## 著名景點
- 楓葉永恆公園